# Явлеї
Явле́ї (рос. Явлеи, чув. Явлей) — село у складі Алатирського району Чувашії, Росія. Входить до складу Мірьонського сільського поселення.
Населення — 416 осіб (2010; 600 у 2002).
Національний склад:
- росіяни — 93 %

Стара назва — Явлей.